# Emília Escaura
Emília Escaura (ca. 100 a.C. — 82 a.C. (18 anos)) foi uma enteada de Lúcio Cornélio Sula e a segunda esposa de Pompeu.
Emília Escaura era filha de Marco Emílio Escauro e Cecília Metela Dalmática.
Quando Sula se tornou senhor da Itália e foi proclamado ditador, ele desejou se aliar a Pompeu através de laços familiares, segundo Plutarco, uma característica de uma tirania. Sula e sua esposa Metela persuadiram Pompeu a se divorciar de Antistia e casar com Emília, que estava grávida de seu marido, Mânio Glabrião.
Emília Escaura, porém, mal entrou na casa de Pompeu, e morreu ao dar a luz.